# 中共中央直属机关事务管理局
中共中央直属机关事务管理局，简称中直管理局，位于北京市西城区西黄城根北街9号，是中共中央办公厅下属单位，是中共中央直属机关的机关事务管理机构，主要负责经费、物资、车辆、房产基建、住宅、物业等的管理、保障、服务等行政事务工作。

## 沿革
土地革命时期，中共一般由军需部门管理机关后勤工作，不设专门机关后勤机构。1931年中央工农民主政府设有总务处管理后勤事务，还规定在省、县、区的工农民主政府里都要设立总务科。延安时期，中共中央和中央军委直属机关（包括警卫部队）的后勤部门起初未严格区分。抗日战争初期，中共中央机关设有中央管理局，中央军委机关设有军委后勤供给部，1942年合并为中央管理局，1945年改称军委供给部。
中华人民共和国成立后，1949年负责中共中央机关财政供给及行政事务的部门改称中共中央直属机关供给部（简称中直供给部）。1954年改称中共中央直属机关事务管理局。此后中共中央办公厅（简称“中办”）的机构几经变化，到1965年，中央办公厅下设警卫局、机要交通局、机要局、秘书室、国家档案局、中央档案馆、人事处，中共中央直属机关事务管理局及办公厅直属各组。
“文化大革命”前，中办的机构设置是：机要室、秘书室、直属各组、特别会计室、警卫局、机要局、机要交通局、人事处、国家档案局、中直管理局、中央档案馆。文革时期，1969年5月以后，秘书局、警卫局、机要局、机要交通局分别改成秘书处、警卫处、机要处、机要交通处；秘书局信访处改成中共中央办公厅信访处；中直管理局改成中共中央办公厅管理处；中办特别会计室的业务划归中共中央办公厅管理处财务组；中共中央档案馆明清档案部划归故宫博物院。
1976年10月时，中办下设12个处室（部、馆、校）。后恢复设立中共中央直属机关事务管理局。1988年，中办机构改革。调整后设调研室、秘书局、警卫局、机要局、机要交通局、中直管理局、中央档案馆、毛主席纪念堂管理局、特别会计室、老干部局、人事局、机关党委办公室12个局级机构。

## 机构设置
根据有关规定，中直管理局设置下列机构（除注明外为正处级）：

### 内设机构
- 办公室[8][9]
- 资产处[10]
- 人事处[10]
- 政策法规处[10]
- 服务接待办公室[11][12]
- 财务管理办公室[13]
- 行政管理处[14]
- 会计管理处[15]
- 基建投资管理处[9][12]
- 房地产管理处[9]
- 后勤改革与业务指导处[16]
- 万寿路管理处[12]
- 中共中央直属机关人口和计划生育委员会办公室[17]
- 中共中央直属机关爱国卫生运动委员会办公室[17]
- 中共中央直属机关绿化委员会办公室[17][18]
- 中共中央直属机关人民防空委员会办公室[17][19]
- 中共中央直属机关交通安全委员会办公室[17]
- 中共中央直属机关采购中心[20]
- 中共中央直属机关审计室[12][21]
- 中共中央直属机关北戴河服务局（中共中央直属机关事务管理局北戴河接待办公室）[22]
- 机关党委[23]

### 直属事业单位
- 中共中央直属机关工程建设服务中心（副局级）[註 1]
- 中共中央直属机关物业服务中心（副局级）[註 2]
- 中共中央直属机关住房资金管理中心[註 3]
- 中共中央直属机关招待所（北京金台饭店）（副局级）[註 4]
- 中共中央直属机关园林管理办公室（副局级）[註 5]
- 中共中央办公厅机关服务中心（中共中央办公厅机关服务局）[24][26]

## 历任领导
中共中央直属机关供给部
| 部长 - 邓典桃（？—1954年） | 副部长 - 范离（？—1954年） |

中共中央直属机关事务管理局
| 局长 - 邓典桃（1954年—？） - 高登榜（？—？） - 冯岭安（？—？） - 刘胜玉（1986年5月—1993年4月） - 姜异康（1993年5月—2000年10月） - 李新（？—？） - 樊士晋（？—？） - 张建平（2005年3月—2011年3月） - 许士平（2011年3月—2014年4月） - 马奔（2014年4月—2017年3月） - 纪峥（2019年12月—） | 常务副局长 - 姜异康（1990年12月—1993年5月） - 李新（？—？） - 张建平（2000年10月—2005年3月） - 许士平（？—2011年3月） 副局长 - 范离（1954年—？） …… - 冯岭安（？—？） - 曲琪玉（？—？） …… - 徐烈源（？—？） - 薛宝珠（？—？） - 张建平（1996年8月—2000年10月） - 许士平（2004年6月—？） - 张放鸣（？—） - 刘鲤生（？—） - 代汉生（？—） - 张宇航（？—） - 刘福亮（？—） - 王正军（？—） - 李洁鸿（？—） |